# Lunca (Botoșani)
Lunca é uma comuna romena localizada no distrito de Botoşani, na região de Moldávia . A comuna possui uma área de 78.46 km² e sua população era de 4773 habitantes segundo o censo de 2007.